# 貝比魯斯魔咒

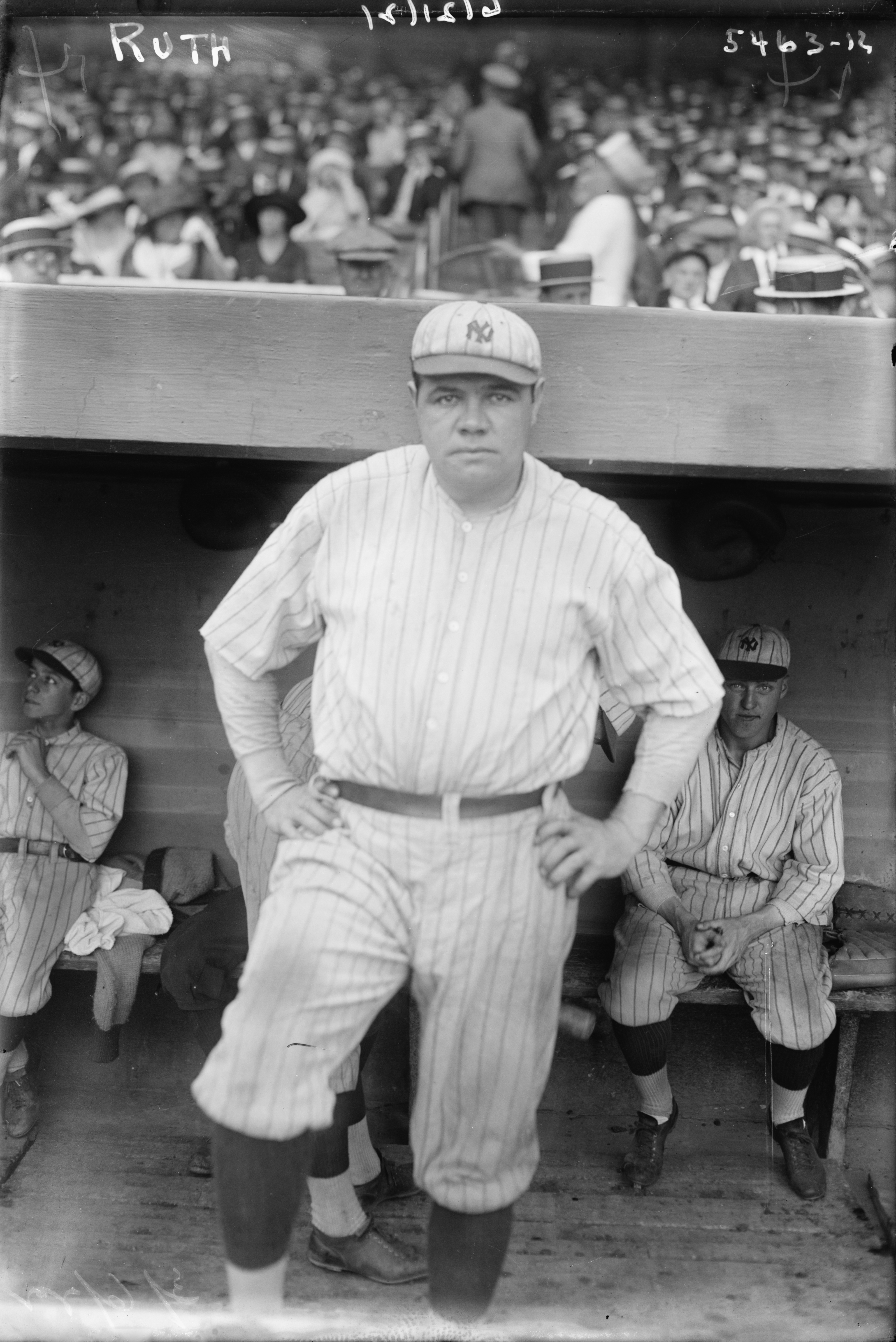
貝比魯斯

貝比魯斯魔咒（英語：Curse of the Bambino）是指美國職棒球員貝比·魯斯（Babe Ruth）因1920年被波士頓紅襪賣給紐約洋基，因此詛咒紅襪無法再拿世界大賽冠軍的事件。紅襪自1920年後，再也沒有拿到世界大賽的冠軍，一直到2004年才再度奪冠。

## 魔咒的產生
貝比魯斯魔咒是美國史上最耳熟能詳，而且最具經濟價值的魔咒。但是貝比魯斯魔咒並不是放諸四海皆準，而是只適用於洋基與紅襪這兩個球隊而已。只不過這兩個球隊剛好都是美國出錢最大方、最會賺錢的超人氣球隊。

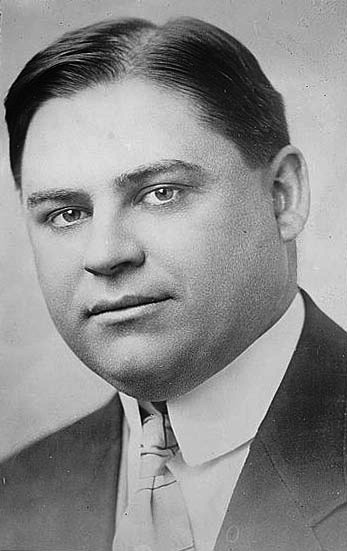
時為波士頓紅襪的老闆哈利·佛瑞茲

1919年，紅襪老闆哈利·佛瑞茲為了支應他在戲劇事業上的花費，以當時是天價的十萬美元把貝比·魯斯交易給洋基。這原本只是一個正常的商業行為，但魔咒就在這時產生，他詛咒紅襪永遠無法再拿世界大賽冠軍。
魯斯屈辱離隊後，原本曾經拿過五屆總冠軍（包括勇奪美國棒球史上第一個兩聯盟總冠軍）的紅襪從1918年開始，在長達85年的歷程裡，果真從未奪得世界大賽冠軍。反觀魯斯被洋基網羅後，可說是隊上的超級幸運星，先後27度在世界大賽封王，成為美國職棒史上戰績最輝煌的球隊；甚至有人說洋基不斷稱霸的原因，是因為貝比魯斯的英靈長存於近百年歷史的舊洋基球場。
坊間曾經流傳，1918年，當貝比魯斯獲知自己被紅襪賣掉時曾說過：「我詛咒紅襪在我死後一百年內永遠拿不到總冠軍」。不過美國史學家在嚴謹考證了幾十年後，發現貝比·魯斯曾說過：「我生在波士頓，我的兒子也在波士頓，我吃波士頓的肉，喝波士頓的酒，我是純正的波士頓人，我熱愛波士頓。」也就是說貝比·魯斯其實並沒有發過這個毒咒，但是史學家可以證實魯斯當年真的是異常憤怒。所以事實上，魯斯其實並未說過詛咒紅襪之類的話，所謂詛咒之言純屬謠傳而已。如果「貝比魯斯魔咒」這回事真的存在的話，那應該是來自於魯斯對於紅襪的怨念。隨著2004年紅襪拿到世界大賽冠軍，貝比魯斯魔咒已破解。
洋基、紅襪的球員、球迷們都因為「貝比魯斯魔咒」之故，相互仇視、衝突、甚至結了長達八十六年的樑子。不過也就是因為紐約與波士頓這樁「棒球史上最大樑子」、才使得「洋基VS紅襪」的交戰組合一直都是美國棒球史上最熱門的戲碼，也因此間接讓洋基與紅襪的票房、人氣永遠維之不墜，算是美國商業史上少數「因仇恨而獲利」的最佳行銷範例。